# Meterana diatmeta
Meterana diatmeta är en fjärilsart som beskrevs av Hudson. Meterana diatmeta ingår i släktet Meterana och familjen nattflyn. Inga underarter finns listade i Catalogue of Life.